# Florence Parpart
Florence Parpart   (Hoboken, gener 1873 - 3 de desembre de 1930) va ser una inventora estatunidenca.
Nascuda a Nova York, va tenir una vida discreta de mestressa de casa fins que el 1904, encara soltera, va obtenir la seva primera patent per una millora en una màquina d'escombrat industrial, que va vendre a diverses ciutats dels Estats Units. Parpart was not the first to patent the street sweeper, however, as the original street sweeper patent was awarded to Eureka Frazer Brown in 1879. After she had mud sprayed on her by one of Eureka Frazer Brown's street sweepers in 1893, she set out to address this pain point and make street sweeping cleaner. By 1900 she had received the patent for a new street sweeper by improving the manufacturing process which allowed for more extensive use. Two years later, Parpart’s innovation was sweeping the nation (literally and figuratively) as she landed contracts in many cities that reached all the way to San Fransisco, CA on the west coast.
Després de casar-se amb Hiram D. Layman, el 1914 va obtenir una patent d'una nevera elèctrica, millorant models anteriors i deixant, per fi obsoletes les caixes de gel que es feien servir fins llavors.
Amb l'experiència empresarial amb la seva anterior patent, el matrimoni va aconseguir comercialitzar les seves neveres amb força èxit per tot el país.

## Patents
- FR343775 Arxivat 2021-05-01 a Wayback Machine. 14 d'octubre de 1904.
- US1090925 Arxivat 2020-09-28 a Wayback Machine. 24 de març de 1914.